# Escut de la Portella

Escut oficial de la Portella

L'escut oficial de la Portella té el següent blasonament:
Escut caironat: de gules, les claus de Sant Pere passades en sautor amb les dents a dalt i mirant cap enfora, la d'or en banda per damunt de la d'argent en barra, acompanyades al cap d'una creu de Malta. Per timbre una corona mural de poble.

## Història
Va ser aprovat el 25 d'abril de 1990.
Les claus de Sant Pere són un senyal tradicional de l'escut del poble, i són l'atribut del patró local. La creu de Malta recorda que la Portella va pertànyer als cavallers de Sant Joan de l'Hospital fins al segle xii.